# Phytomyza aquilegiae
Phytomyza aquilegiae är en tvåvingeart som beskrevs av Hardy 1849. Phytomyza aquilegiae ingår i släktet Phytomyza och familjen minerarflugor. Arten är reproducerande i Sverige. Inga underarter finns listade i Catalogue of Life.